# Municipio de San Agustín Chayuco
El municipio de San Agustín Chayuco es uno de los 570 municipios que conforman al estado mexicano de Oaxaca. Pertenece al distrito de Jamiltepec, dentro de la región costa. Su cabecera es la localidad de San Agustín Chayuco.

## Geografía
El municipio abarca 172.68 km² y se encuentra a una altitud promedio de 250 m s. n. m., oscilando entre 1700 y 100 m s. n. m.

## Demografía
De acuerdo al último censo, realizado por el INEGI en 2010, en el municipio habitan 3952 personas, repartidas entre 14 localidades.